# Klavdia Papadopulu
Klavdia Papadopulu (grško Κλαυδία Παπαδοπούλου), znana tudi kot Klavdia, grška pevka, * 18. avgust 2002, Aspropirgos, Grčija.

## Kariera
Klavdia je postala širši javnosti znana leta 2017, ko se je pri 15 letih udeležila avdicije za peto sezono šova Grčija ima talent. Leta 2018 je sodelovala v peti sezoni oddaje The Voice Grčija. Bila je članica ekipe Helene Paparizu. V oddaji je prišla v finale, a se ni uvrstila med najboljše tri. Kmalu po šovu talentov je Klavdia podpisala pogodbo z grško založbo Panik Records, pri kateri je izdala svoje prve single, med drugim »Haramanta« in »Vasanizomai«. Konec leta 2022 se je prijavila za predstavnico Grčije na Pesmi Evrovizije 2023. Prišla je v ožji izbor, a je grška radiotelevizija na koncu za predstavnika izbrala Viktorja Vernikosa. Leta 2024 je izdala EP Klavdia.

### Pesem Evrovizije
Dne 10. januarja 2025 je grška televizijska hiša ERT objavila, da je Klavdia ena izmed udeležencev Ethnikos Telikosa, tekmovanja, ki bo služil kot nacionalni izbor Grčije Pesem Evrovizije 2025. Na izboru, ki je potekal 30. januarja je nastopila s pesmijo »Asteromata«. V skupnem seštevku je zmagala in pridobila pravico zastopati Grčijo na evrovizijskem odru v Baslu. Na tekmovanju se je uvrstila v finale, v katerem je zasedla šesto mesto.

## Diskografija

### EP
| Naslov  | Podrobnosti                                                                                       |
| ------- | ------------------------------------------------------------------------------------------------- |
| Klavdia | - Objavljeno: 16. februarja 2024 - Založba: Panik Records - Formati: digitalni prenos, pretakanje |

### Pesmi
| »Lonely Heart«                                                                        | 2022 | —  |         |
| »Edo gyrnao«                                                                          | 2022 | —  |         |
| »Haramata«                                                                            | 2023 | 37 | Klavdia |
| »Holy Water«                                                                          | 2023 | —  |         |
| »Vasanizomai«                                                                         | 2024 | —  | Klavdia |
| »Movin' Too Fast« (skupaj s Playmen)                                                  | 2024 | —  |         |
| »Nyxta mou megali« (skupaj z Oge in Arcade)                                           | 2024 | 46 |         |
| »Asteromata«                                                                          | 2025 | 3  |         |
| »—« označuje posnetek, ki ni bil uvrščen na lestvico ali ni bil izdan na tem ozemlju. |      |    |         |